# Clement Dodd
Clement Seymour Dodd, nazywany Sir Coxsone Dodd (ur. 26 stycznia 1932 w Kingston, zm. 4 maja 2004 tamże) – jamajski producent muzyki reggae.
Początkowo pracował jako DJ, od końca lat 50. zajmował się produkcją nagrań. W 1962 założył Studio One – najważniejszą jamajską wytwórnię płytową. Dokumentował nagrania muzyki ska, ewoluującej w późniejszym okresie w reggae. Dzięki pracy z wieloma artystami brał udział w tworzeniu nowych kierunków w muzyce reggae.
Współpracował m.in. z zespołem The Wailers (Bob Marley, Peter Tosh, Bunny Livingston); ponadto nagrywali u niego The Skatalites, Alton Ellis, Slim Smith, Marcia Griffiths, trio The Heptones, Horace Andy, Dennis Brown, Burning Spear, John Holt, The Wailing Souls, Willi Williams, The Lone Ranger i wiele innych zespołów i solistów.
Od połowy lat 80. prowadził w Nowym Jorku znany sklep muzyczny Coxsone’s Music City.